# Theta1 Eridani
Título a ser usado para criar uma ligação interna é Theta1 Eridani.
Theta1 Eridani (Acamar, Achr al Nahr, Postrema Fluminis,  Eridanus) é uma estrela binária na direção da constelação de Eridanus. Possui uma ascensão reta de 02h 58m 15.72s e uma declinação de −40° 18′ 17.0″. Sua magnitude aparente é igual a 2.88. Considerando sua distância de 161 anos-luz em relação à Terra, sua magnitude absoluta é igual a −0.59. Pertence à classe espectral A4III+.... É componnete do sistema theta² Eridani.